# 文博士
文 博士（ふみ の はかせ）は、飛鳥時代の人物。名は博勢とも記す。姓は忌寸。公務を帯びて2度、南島に使いした。

## 出自
書氏（文首、文連、文忌寸）は漢の高祖（劉邦）の後裔で応神朝に来朝した王仁の子孫である西文氏の宗家。

## 経歴
持統天皇9年（695年）進広参・下訳語諸田と共に多禰（種子島）に派遣され、南方を探索する（当時の冠位は務広弐（正七位下相当））。
文武天皇2年（698年）博士を含む8人が、南島に国を求めて派遣され、一行は武器を受領して赴いている。翌文武天皇3年（699年）7月に南島の多褹（種子島）・夜久（屋久島）・菴味（奄美大島）・度感（徳之島）の人が朝廷の官人に従って来朝し、各土地の産物を貢いだ。特に、度感はこのとき始めて来朝した。このときの一行に博士は同行していなかったらしく、同年11月になってから刑部真木と共に帰朝し、昇叙されている。